# Eggskaltjärnarna
Eggskaltjärnarna är en sjö i Härjedalens kommun i Härjedalen och ingår i Ljusnans huvudavrinningsområde.
Namnet syftar på det intilliggande Eggskalberget, vilket i sin tur förmodligen delar etymologi med Eggskalet drygt 15 km längre österut; skal betyder i det här fallet 'skåra'.